# Hôtel de Ville (Paris)
Rådhuset (fr. Hôtel de Ville) i Paris ligger på Seinens højre bred lige overfor Notre Dame i 4. arrondissement. Foruden at huse byadministrationen og borgmesteren bruges huset til større modtagelser.
Bygningen er tegnet af Théodore Ballu og Pierre Deperthes og rejst på samme sted, som det gamle rådhus stod, indtil det blev brændt af kommunarder under Pariserkommunen i 1871. 
Rådhuset i Paris har været i centrum for de fleste større opstande og revolutioner i Frankrigs historie. Det var her revolutionsrådet tog sæde i 1789, det var her Alphonse de Lamartine proklamerede den anden republik i 1848 og Léon Gambetta og general Louis Jules Trochu den tredje i 1870. Charles de Gaulle holdt en stor tale herfra efter befrielsen af Paris i 1944. Pga. sin oprørske historie blev Paris fra 1871 styret direkte fra indenrigsdepartementet frem til 1977, da byen igen fik egen borgmester.
Det oprindelige rådhus blev påbegyndt i 1533 med støtte fra kong Frans 1. og fuldført i 1628 under Ludvig 13.. Det var tegnet af Dominique de Cortone og Pierre Chambiges.
Det nærliggende Bazar de l'Hôtel de Ville (BHV) er et varemagasin med navn efter rådhuset.